# Instituto Tecnológico de León
El Instituto Tecnológico de León es una institución de educación superior.
Se basa para la realización de sus actividades, en la Constitución y en los lineamientos políticos del Gobierno Federal, principalmente de los planes y programas emanados de la Secretaría de Educación Pública. Así como también en el propósito de contribuir al desarrollo y progreso de la sociedad. 
El Instituto Tecnológico de León, depende en forma directa de la Dirección General de Educación Superior Tecnológica y de la Subsecretaría de Educación Superior, ambas dependientes de la Secretaría de Educación Pública. Bajo este marco Institucional, el objetivo general del Tecnológico de León, es el de "lograr la vinculación real y efectiva del Instituto en los aspectos social, político, económico y productivo de la región".
La institución cuenta actualmente con: 1 diplomado, 8 ingenierías, 2 licenciaturas y una maestría.

## Historia
En el año de 1970, cuando el Lic. Luis Echeverría Álvarez en calidad de candidato a la Presidencia de la República, visitó la ciudad de León, prometió a los habitantes de la misma que si el voto popular lo llevaba a ocupar la primera magistratura del país, haría realidad el anhelo de la población sobre la construcción de un Instituto Tecnológico. Con la anterior promesa, los diferentes sectores se dieron a la tarea de participar en la construcción del mismo, así fue como el señor Jorge Obregón Torres, ofreció donar los terrenos sobre los cuales se construiría el Instituto Tecnológico de León. Con el mismo propósito, se formó un patronato pro-construcción del Tecnológico, quienes reunieron tres millones de pesos, ya que esa cantidad era requerida por el gobierno federal para dar inicio a la construcción; el patronato era presidido por el señor Pedro Michel Álvarez.
El Instituto Tecnológico de León, inició sus actividades el 18 de septiembre de 1972, siendo Secretario de Educación Pública el Ing. Víctor Bravo Ahuja; Subsecretario de Enseñanza Técnica y Media Superior, Dr. Héctor Mayagoitia Domínguez; y el cargo de director general de Educación Superior lo ocupaba el Ing. Martín López Rito. En diciembre de 1972, los alumnos de la generación fundadora del Instituto, ofrecieron un sencillo homenaje a quienes hicieron posible con su esfuerzo, reunir entre el pueblo la cantidad solicitada por el Gobierno Federal para llevar a efecto la construcción de lo que entonces era el I.T.R.L. (Instituto Tecnológico Regional de la ciudad de León) N.º 24.
El Tecnológico inició sus labores con una población escolar de 518 alumnos, distribuidos de la siguiente forma: 233 del plan anual y 285 del plan semestral.
En el Plan Anual, se abrieron las carreras de:
- Técnico en Electricidad con 41 alumnos,
- Técnico en Mecánica con 13 alumnos,
- Bachillerato en Ciencias Físico-Matemáticas con 133 alumnos y...
- Bachillerato en Ciencias y Tecnología con 46 alumnos.

En el Plan Semestral, se abrieron las carreras de:
- Técnico en Control de Calidad con 45 alumnos,
- Técnico en Fabricación de Artículos de Piel con 95 alumnos,
- Técnico en Mantenimiento Industrial con 97 alumnos y...
- Técnico en Máquinas de Combustión Interna con 48 alumnos.

Como se puede apreciar, la población escolar quedó distribuida en los bachilleratos de Ciencias y Tecnología y Ciencias Físico-Matemáticas, en la inteligencia de que los alumnos de Ciencias y Tecnología, seguirían cualquiera de las cuatro especialidades técnicas del plan semestral.
Mientras que los alumnos de nuevo ingreso continuarían su bachillerato que iniciaron en el E.T.I. # 13, seguirían en el Tecnológico el bachillerato de Ciencias y Tecnología hasta terminar los cuatro semestres que les faltaban; después de esto desaparecería dicho bachillerato del Tecnológico, para quedar solo el bachillerato de Ciencias Físico-Matemáticas con duración de seis semestres.
Las actividades docentes estaban divididas en dos turnos: matutino de 7 a 13 h. y vespertino de 16 a 22 horas. Al mismo tiempo que recibía maquinaria y equipo para los diferentes laboratorios y talleres, parte de su personal se capacitaba tanto en el país, como en Italia, Inglaterra y Japón, para atender con mayor solvencia las necesidades académicas. El primer Director fue el Ing. Carlos E. Peart.
En el mes de septiembre de 1973, se ofreció la carrera de Técnico en Mecánica Automotríz con una demanda total de 98 alumnos y, en febrero de 1974, se inició la oferta de la carrera de Técnico en Administración Industrial con una demanda total de 11 alumnos.
En febrero de 1975, inició el primer programa de educación superior con la apertura de la carrera de Ingeniería Industrial en Producción con 34 alumnos; en agosto de 1979, se comenzaron a ofertar las carreras de: Licenciatura en Administración Industrial con 74 alumnos, así como en la modalidad de sistema abierto la carrera de Técnico en Administración de Personal con 35 alumnos y en esta misma modalidad, la carrera de Técnico en Mantenimiento con 9 alumnos.
En agosto de 1983, se inicia la oferta de la carrera de Ingeniería Electromecánica con 48 alumnos y, en agosto de 1984, inician las carreras de Ingeniería en Sistemas Computacionales con 78 alumnos, Ingeniería Industrial en Producción con 26 alumnos en sistema abierto y, un año después (agosto de 1985), 29 alumnos inician también en sistema abierto la Licenciatura en Administración Industrial. En el 2008 se abren las carreras de Ingeniería Electrónica, Ingeniería Logística, Ingeniería en Gestión Empresaria en tanto que en el 2009 se oferta el programa en Ingeniería en Mecatrónica.
Por recomendación de la Asociación Nacional de Universidades e Instituciones de Educación Superior (ANUIES) y por disposición de la Secretaría de Educación Pública (SEP), en el año de 1985 se inició el proceso de segregación del bachillerato, entrando en él todas las carreras a nivel técnico que existían en el tecnológico en sus modalidades de escolarizada y abierta, por lo que a partir del año 1986, se cerró definitivamente este nivel educativo en nuestro Instituto, dejando solo a las generaciones existentes de alumnos que terminaran sus respectivos semestres que les faltaban para concluir su bachillerato. A partir de este año, también se cambia la denominación de Instituto Tecnológico Regional de León N.º 24, a solo Instituto Tecnológico de León.
En febrero de 1989 se abre el primer programa de estudios a nivel postgrado, con la apertura de la Especialización en Sistemas Computacionales, la cual se inicia con un total de 20 alumnos. Ya entrada la última década del siglo XX, en el año de 1992, se inició la carrera más reciente que se oferta en el Instituto: la Licenciatura en Informática, que inició con 51 alumnos.
En febrero de 1993, se autoriza la Maestría en Ciencias con especialidad en Ciencias Computacionales, en plan cuatrimestral, iniciando el primer cuatrimestre con 34 alumnos. El tercer postgrado que se autoriza al Tecnológico de León, al inicio del siglo XXI, es la Maestría en Ingeniería Industrial, la cual comienza en el año 2001 con 28 alumnos.
Como parte de la formación profesional del personal del Instituto y de los servicios al exterior, se han ofrecido programas como:
- Especialización en Fabricación del Calzado (Curso de 1000 horas)
- Especialización en Docencia
- Diplomado en Redes e Internet
- Diplomado en Diseño Gráfico
- Diplomado en Bibliotecología
- Diplomado en Sistemas de Computación Administrativa
- Diplomado para Supervisores de la Producción
- Diplomado en Calidad
- Certificación en el Arte de la Programación Neurolingüística
- Diplomado en Desarrollo Humano y Creatividad
- Maestría en Ingeniería Industrial y Producción
- Maestría en Administración y
- Maestría en Ciencias en Enseñanza de las Ciencias...

...los anteriores como los más importantes.
En el desarrollo de los acontecimientos anteriores, destaca la importancia de la computación. Desde el mes de enero de 1978, se venía operando en nuestro Instituto, equipo de cómputo al servicio de la docencia y de la administración, mismo que se modernizó en 1986 con la puesta en operación del Centro de Cómputo. Para el año de 1994, se puso en función un nuevo y moderno edificio para el Centro de Cómputo que es el que se usa actualmente y cuenta con estaciones de trabajo, redes de computadoras, impresoras de alta velocidad, digitalizadores, licencias de software, etc.
En 1995 se inició la oferta del servicio de Internet, con lo que se convirtió el Instituto Tecnológico de León, en el segundo nodo de Internet en la región (estado de Guanajuato), después del nodo que operaba el Instituto Tecnológico y de Estudios Superiores de Monterrey campus León (ITESM); desde entonces el servicio de Internet se ha extendido con sistemas cableados e inalámbricos a una buena parte de las instalaciones del Instituto. Actualmente se participa en el Proyecto para el Fortalecimiento de la Industria del Software, teniendo convenios de intercambio y colaboración con compañías como Microsoft y Cisco Systems.
En el año de 1996, el Instituto fue afiliado como socio fundador de la Institución Guanajuato para la Calidad y, en 1997, fue designado ganador del Premio Guanajuato a la Calidad, en el Nivel Superior del Sector Educación, posteriormente en el mes de noviembre de 2003, el Instituto recibe el Premio a la Calidad INTRAGOB 2003; en el año 2006 obtuvo el Premio Guanajuato 2000 y el Reconocimiento a la Calidad SEP 2006; así como el Distintivo Guanajuato Crece; y en el año 2007 obtuvo la Constancia de Inscripción por parte de CONACYT como Centro de Investigación. 
De 1998 al 2000, el Instituto fue sede de tres eventos de carácter nacional, que hicieron que el Técnológico llevara a la población de Guanajuato, los beneficios de la educación, ciencia, arte y cultura: el XIX Festival Nacional de Arte y Cultura de los Institutos Tecnológicos, la XXV Conferencia Nacional de Ingeniería de la ANFEI, el XLVI Evento Nacional Deportivo de los Institutos Tecnológicos y el V Encuentro Nacional de Bandas de Guerra y Escoltas del Sistema Nacional de Institutos Tecnológicos, este último organizado en conjunto con el Instituto Tecnológico de Celaya.
A lo largo de su historia, el Instituto Tecnológico de León, ha tenido 14 directores que fueron:
- Ing. Carlos E. Peart y Felipe (1972-1973)
- Ing. Ricardo García De la Torre (1973-1976)
- Ing. Ernesto G. Ramos Alvarado (1976-1978)
- Ing. Jovino Nevárez Sánchez (1978-1981)
- Ing. David Hernández Ochoa (1981-1983)
- Ing. Bulmaro Fuentes Lemus (1983-1987)
- Ing. Fidel Aguillón Hernández (1987-1990)
- Ing. Ángel Castro Cortés (1990-1996)
- Ing. José Ángel Gámez Hernández (1996-1999)
- Ing. Carlos Jesús Aguilera Batista (1999 a 2006)
- Lic. Teodoro Villalobos Salinas (2006 a 2008)
- Ing. Arnoldo Solís Covarrubias (2008 a junio de 2009)
- Ing.Rafael Rodríguez Gallegos (junio de 2009 a septiembre de 2015)
- Lic. Cirilo Naranjo Cantabrana (septiembre de 2015 a la fecha)

## Oferta Educativa
Actualmente, el Instituto Tecnológico de León ofrece 1 diplomado, 8 ingenierías, 2 licenciaturas y una maestría, los cuales son:

### Ingenierías
CAMPUS I 
- - Ingeniería Industrial
  - Ingeniería electromecánica
  - Ingeniería en Logística
  - Ingeniería en Sistemas Computacionales
  - Ingeniería en Tecnologías de la Información y Comunicaciones

CAMPUS II 
- - Ingeniería Electrónica
  - Ingeniería en Gestión Empresarial
  - Ingeniería en Mecatrónica

### Diplomados
- - Diplomado en Ingeniería de calidad

### Maestrías
- - Maestría en Ciencias en Ciencias de la Computación(M.C.C.C.)

Esta maestría está dentro del Programa Nacional de Posgrados de Calidad (PNPC) del Conacyt, por lo que los estudiantes aceptados para estudiar esta maestría reciben una beca mensual por parte del Conacyt. Durante su estancia los estudiantes son guiados por un tutor y un asesor de tesis desde el primer semestre. Para obtener el grado de Maestro en Ciencias es necesario cursar varias materias relacionadas con el área de la inteligencia artificial y realizar una estancia en una universidad, tecnológico o centro de investigación nacional o del extranjero, además de publicar el resultado de sus investigaciones en congresos y revistas nacionales o extranjeras.